# Ромадин, Николай Михайлович
Николай Михайлович Рома́дин (1903—1987) — русский советский художник-живописец, график, мастер пейзажа. Академик АХ СССР (1967; член корреспондент 1953). Народный художник СССР (1971). Лауреат Ленинской премии (1980), Сталинской премии второй степени (1946) и Государственной премии РСФСР имени И. Е. Репина (1970). Член Союза художников СССР.

## Биография
Николай Ромадин родился 6 (19) мая 1903 года в Самаре на Волге в семье железнодорожного служащего. Побывал в детстве во многих городах России, успел поработать газетчиком и переплётчиком.
В 1922 году поступил в Самарский художественный техникум. В 1923—1930 годах учился в Москве, во ВХУТЕМАС—ВХУТЕИН у П. П. Кончаловского, И. И. Машкова, Р. Р. Фалька, Д. А. Щербиновского.
Входил в группу молодых художников РОСТ.
За свою творческую жизнь написал множество пейзажей, в основном средней полосы России. Многие его картины находятся в коллекциях крупнейших музеев России, в частности, в ГТГ.
Скончался 10 апреля 1987 года в Москве. Похоронен на Ваганьковском кладбище (23 уч.).

## Награды и звания
- Заслуженный деятель искусств РСФСР (1957)
- Народный художник РСФСР (1963)
- Народный художник СССР (1971)
- Сталинская премия второй степени (1946) — за серию пейзажей «Волга — русская река»
- Ленинская премия (1980) — за цикл пейзажей «Подмосковная зима», «Кудинское озеро», «Берендеев лес», «Весна на Северном Кавказе», «Есенинская Русь», «Лесная деревня», «Гроза. От дождя»
- Государственная премия РСФСР имени И. Е. Репина (1970) — за картины «У сельсовета», «Есенинский вечер», «У лесного кургана», «Золотая речка»
- Орден Ленина
- Орден Трудового Красного Знамени
- Орден Дружбы народов (22 августа 1986)
- Медаль «В ознаменование 100-летия со дня рождения Владимира Ильича Ленина»
- Медаль «За доблестный труд в Великой Отечественной войне 1941—1945 гг.»

## Работы
- «Дзержинский в тюрьме», 1932
- «Волга — русская река» (село Хмелевка, 1944)
- «Последний луч», 1945
- «Керженец», 1946
- «Первое цветение», 1956
- «Ночь в Каире», 1958
- «Красный интерьер», 1958
- «Детство Есенина», 1959
- «Берендеев лес», 1963
- «Вербы в половодье», 1967
- «Сон Андерсена», 1969
- «Незамерзающая речка», 1969, Государственная Третьяковская галерея[7]
- «Затопленный лес», 1970
- «Сортавальский лес»
- «Село Хмелёвка»